# Multi Emulator Super System

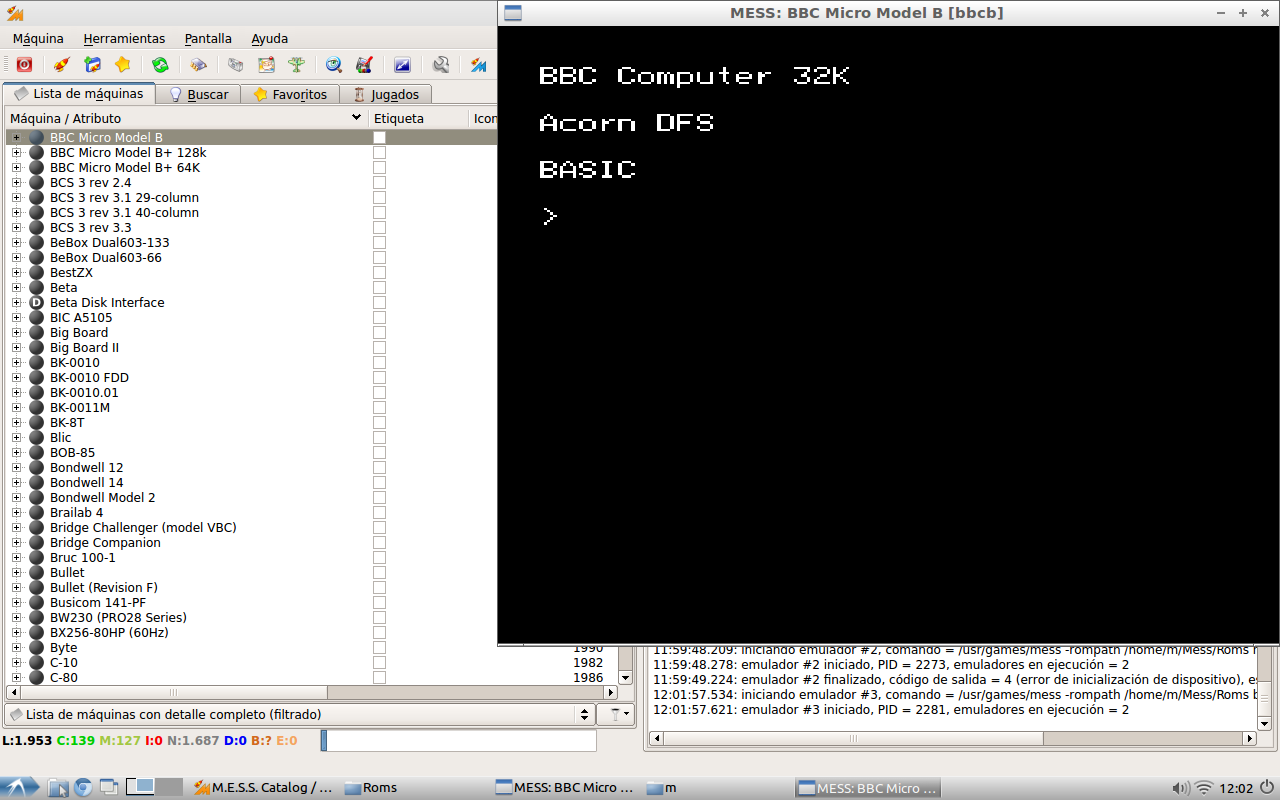
MESS usando QMC2 como front-end, emulando el ordenador BBC Micro

Multi Emulator Super System (MESS) fue un emulador, basado en el núcleo de MAME, de computadoras, videoconsolas y calculadoras mayoritariamente antiguas.
Desde la versión 0.162 (27 de mayo de 2015), MESS y MAME fueron combinados en un solo emulador bajo el nombre de este último.
El objetivo principal de MESS era preservar en el recuerdo máquinas antiguas y que su emulación fuese lo más precisa a la del sistema original, aunque se debiera sacrificar la velocidad. Era capaz de emular más de 600 sistemas únicos. Fue lanzado por primera vez en 1998 y estuvo en desarrollo hasta 2015.
MESS se distribuyó sin ningún front-end, solo pudiendo operar con él mediante línea de comandos, pero existen varios proyectos como MESSUI o QMC2 que se lo han creado, facilitando así su uso.
MESS fue distribuido bajo licencia MAME, la cual permite la libre distribución, y modificación del código fuente y los archivos ejecutables, pero no su venta, o uso en programas o actividades comerciales; por lo que no podía ser considerado software libre. La redistribución de toda versión modificada debe incluir su código fuente y seguir con la misma licencia.
Todavía es posible compilar un ejecutable de MESS por separado, aunque de forma oficial sólo está disponible MAME.